# ICAO空港コードの一覧/U
ICAOコードによる空港の一覧：A - B - C - D - E - F - G - H - I - J - K（KA - KG - KN） - L - M - N - O - P - Q - R - S - T - U - V - W - X - Y - Z
この一覧では次のような形式で列挙する。
- ICAOコード（IATAコード）– 空港名 – 空港の所在地

## U – ロシア
カテゴリと一覧も参照

### UE
- UEEA (ADH) – アルダン空港（英語版） – アルダン
- UEEE (YKS) – ヤクーツク空港 – ヤクーツク
- UELL (NER) – チュリマン空港 – チュリマン
- UEMM (GYG) – Magan Airport（英語版） – Magan, Russia（英語版）, サハ共和国
- UENN (NYR) – ニュルバ空港（英語版） – ニュルバ, サハ共和国
- UENW (VYI) – ヴィリュイスク空港（英語版） – ヴィリュイスク, サハ共和国
- UERO (ONK) – Olenyok Airport（英語版） – オレニョーク, サハ共和国
- UERP (PYJ) – Polyarny Airport（英語版） – Polyarny, Sakha Republic（英語版） (ウダーチヌイ近郊、ポリャールヌイではない)
- UERR (MJZ) – ミールヌイ空港 – ミールヌイ
- UESG (BGN) – Belaya Gora Airport（英語版） – ベラヤ・ゴラ, サハ共和国
- UESO (CKH) – チョクルダフ空港 – チョクルダフ
- UESS (CYX) – チェルスキー空港（英語版） – チェルスキー
- UEST (IKS) – ティクシ空港 – ティクシ
- UESU (ZKP) – Zyryanka Airport（英語版） – Zyryanka, Sakha Republic（英語版）, Verkhnekolymsky District（英語版）, サハ共和国

### UH
- UHBB (BQS) – イグナチェヴォ空港 – ブラゴヴェシチェンスク
- UHBI (GDG) – マグダガチ空港（英語版） – マグダガチ（英語版）
- UHBU – ウクラインカ空軍基地 – ウクラインカ
- UHHH (KHV) – ハバロフスク空港 – ハバロフスク
- UHKK (KXK) – コムソモリスク・ナ・アムーレ空港 – コムソモリスク・ナ・アムーレ
- UHMA (DYR) – ウゴリヌイ空港 – アナディリ
- UHMD (PVS) – プロヴィデニヤ・ベイ空港（英語版） – プロヴィデニヤ
- UHMK (KPW) – Keperveyem Airport（英語版） – Keperveyem（英語版）, チュクチ自治管区
- UHMM (GDX) – ソコル空港 – マガダン
- UHMO (KVM) – Markovo Airport（英語版） – Markovo, Chukotka Autonomous Okrug（英語版）
- UHMP (PWE) – ペヴェク空港 – ペヴェク
- UHPP (PKC) – エリゾヴォ空港 – ペトロパブロフスク・カムチャツキー
- UHPX – ニコルスコエ空港（英語版） – ニコルスコエ
- UHSS (UUS) – ユジノサハリンスク空港 – ユジノサハリンスク
- UHSH (OHH) – オハ空港 – オハ
- UHSK（EKS）- シャフチョルスク空港 - シャフチョルスク
- UHSN（NGK）- ノグリキ空港 - ノグリキ
- UHSO（ZZO）- ゾナリノエ空港 - ティモフスコエ
- UHWW (VVO) – ウラジオストク空港 – ウラジオストク

### UI
- UIAA (HTA) – カダラ空港 – チタ
- UIBB (BTK) – ブラーツク空港 – ブラーツク
- UIIB – ベラヤ空軍基地 – ウソリエ＝シビルスコエ（英語版）
- UIII (IKT) – イルクーツク国際空港 – イルクーツク
- UIKE (ERG) – Erbogachen Airport（英語版） – イェルボガッチェン（英語版）
- UITT (UKX) – ウスチ＝クート空港（英語版） – ウスチ＝クート
- UIUU (UUD) – バイカル国際空港 – ウラン・ウデ

### UL
- ULAA (ARH) – アルハンゲリスク・タラギ空港 – アルハンゲリスク
- ULAL (LDG) – レシュコンスコエ空港（英語版） – アルハンゲリスク
- ULAM (NNM) – ナリヤン・マル空港 – ナリヤン・マル
- ULDD (AMV) – アンジェルマ空港（英語版） – アンジェルマ
- ULKK (KSZ) – コトラス空港（英語版） – コトラス
- ULLI (LED) – プルコヴォ空港 – サンクトペテルブルク
- ULSS (RVH) – ルジェフカ空港（英語版） – サンクトペテルブルク
- ULMM (MMK) – ムルマンスク空港 – ムルマンスク
- ULOL (VLU) – ヴェリーキエ・ルーキ空港（英語版） – ヴェリーキエ・ルーキ
- ULOO (PKV) – プスコフ空港（英語版） – プスコフ
- ULPB (PES) – ペトロザヴォーツク空港（英語版） – ペトロザヴォーツク
- ULWW (VGD) – ヴォログダ空港（英語版） – ヴォログダ

### UM
ベラルーシの空港はUM – ベラルーシも参照
- UMKK (KGD) – フラブロヴォ空港 – カリーニングラード

### UN
- UNAA (ABA) – アバカン国際空港 – アバカン
- UNBB (BAX) – バルナウル空港 – バルナウル
- UNCC (METARではUNNN) – Severny Airport（英語版） – ノヴォシビルスク
- UNEE (KEJ) – ケメロヴォ国際空港 – ケメロヴォ
- UNIP (TGP) – Podkamennaya Tunguska Airport（英語版） – Podkamennaya Tunguska (rural locality)（英語版）, クラスノヤルスク
- UNIW – Vanavara Airport（英語版） – Vanavara (rural locality)（英語版）
- UNKL (KJA) – イェメリャノヴォ空港 – クラスノヤルスク
- UNKY (KYZ) – クズル空港 – クズル
- UNNT (OVB) – トルマチョーヴォ空港 – ノヴォシビルスク
- UNOO (OMS) – オムスク・ツェントラーリヌイ国際空港 – オムスク
- UNTT (TOF) – ボガシェヴォ空港 – トムスク
- UNWW (NOZ) – ノヴォクズネツク・スピチェンコヴォ空港 – ノヴォクズネツク

### UO
- UOHH (HTG) – Khatanga Airport（英語版） – Khatanga (village)（英語版）
- UOOO (NSK) – ノリリスク空港 – ノリリスク
- UOTT (THX) – Turukhansk Airport（英語版） – トゥルハンスク

### UR
- URFF (SIP) – シンフェローポリ国際空港 – シンフェロポリ
- URKA (AAQ) – アナパ国際空港 – アナパ
- URKH – Khanskaya Airport（英語版） – Khanskaya（英語版）
- URKK (KRR) – クラスノダール国際空港 – クラスノダール
- URKM – マイコープ空港（英語版） – マイコープ
- URMG (GRV) – グロズヌイ国際空港 – グロズヌイ
- URML (MCX) – マハチカラ・ウイタシュ国際空港 – マハチカラ
- URMM (MRV) – ミネラーリヌィエ・ヴォードィ空港 – ミネラーリヌィエ・ヴォードィ
- URMN (NAL) – ナリチク空港 – ナリチク
- URMO (OGZ) – ウラジカフカス・ベスラン国際空港 – ウラジカフカス
- URMT (STW) – スタヴロポリ国際空港 – スタヴロポリ
- URRP (ROV) – プラトフ国際空港 – ロストフ・ナ・ドヌ
- URSS (AER) – ソチ国際空港 – ソチ
- URWA (ASF) – アストラハン空港 – アストラハン
- URWI (ESL) – エリスタ空港 – エリスタ
- URWW (VOG) – ヴォルゴグラード国際空港 – ヴォルゴグラード

### US
- USCC (CEK) – チェリャビンスク空港 – チェリャビンスク
- USCM (MQF) – マグニトゴルスク空港 – マグニトゴルスク
- USDD (SLY) – サレハルド空港 – サレハルド
- USHH (HMA) – ハンティ・マンシースク空港 – ハンティ・マンシースク
- USKK (KVX) – キーロフ空港（英語版） – キーロフ
- USMM (NYM) – ナディム空港 – ナディム（英語版）
- USMU (NUX) – ノーヴィ・ウレンゴイ空港 – ノーヴィ・ウレンゴイ
- USNN (NJC) – ニジネヴァルトフスク空港 – ニジネヴァルトフスク
- USNR (RAT) – ラードゥジヌイ空港（英語版） – ラードゥジヌイ
- USPI (IJK) – イジェフスク空港 – イジェフスク
- USPP (PEE) – ペルミ国際空港 – ペルミ
- USRK (KGP) – コガリム国際空港（英語版） – コガリム
- USRN (NFG) – ネフチェユガンスク空港（英語版） – ネフチェユガンスク（英語版）
- USRO (NOJ) – ノヤブリスク空港 – ノヤブリスク
- USRR (SGC) – スルグト国際空港 – スルグト
- USSS (SVX) – コルツォヴォ国際空港 – エカテリンブルク
- USTO (TOX) – トボリスク空港 – トボリスク
- USTR (TJM) – ロスキーノ国際空港 – チュメニ
- USUU (KRO) – クルガン空港 – クルガン

### UU
- UUBB (BKA) – ビコヴォ空港 – モスクワ
- UUBP (BZK) – ブリャンスク空港（英語版） – ブリャンスク
- UUDD (DME) – ドモジェドヴォ空港 – モスクワ
- UUEE (SVO) – シェレメーチエヴォ国際空港 – モスクワ
- UUEM (KLD) – Migalovo（英語版） – トヴェリ
- UUMO (OSF) – オスタフィエヴォ国際空港 – ポドリスク (モスクワ州)
- UUMU (CKL) – チカロフスキー空軍基地 – シチョルコヴォ (モスクワ州)
- UUOB (EGO) – ベルゴロド国際空港 – ベルゴロド
- UUOO (VOZ) – ヴォロネジ国際空港 – ヴォロネジ
- UUWR (RZN) –  ディアギレヴォ空軍基地– リャザン
- UUWW (VKO) – ヴヌーコヴォ国際空港 – モスクワ
- UUYH (UCT) – Ukhta Airport（英語版） – ウフタ
- UUYP (PBX) – ペチョラ空港（英語版） – ペチョラ
- UUYW (VKT) – ヴォルクタ空港（英語版） – ヴォルクタ
- UUYY (SCW) – スィクティフカル空港 – スィクティフカル
- UUDL (IAR) – トゥノシナ空港 – ヤロスラヴリ

### UW
- UWGG (GOJ) – ストリギノ国際空港 – ニジニ・ノヴゴロド
- UWKD (KZN) – カザン国際空港 – カザン
- UWKE (NBC) – ベギシェヴォ空港 – ニジネカムスク
- UWKS (CSY) – チェボクサル空港（英語版） – チェボクサル
- UWKI (JOK) – Chistopol Airport（英語版） – ヨシュカル・オラ
- UWLW (ULY) – ウリヤノフスク・ヴォストーチヌイ空港 – ウリヤノフスク
- UWOO (REN) – オレンブルク中央空港 – オレンブルク
- UWOR (OSW) – オルスク空港 – オルスク
- UWPP (PEZ) – ペンザ空港 – ペンザ
- UWPS (SKX) – サランスク空港（英語版） – サランスク
- UWSG (GSV) – サラトフ・ガガーリン空港 – サラトフ
- UWUK (OKT) – Oktyabrsky Airport（英語版） – Oktyabrsky, Republic of Bashkortostan（英語版）
- UWUU (UFA) – ウファ国際空港 – ウファ
- UWWW (KUF) – クルモチ国際空港 – サマーラ

## UA – カザフスタン
カテゴリと一覧も参照
- UAAA (ALA) – アルマトイ国際空港[1] – アルマトイ
- UAAH (BXH) – バルカシュ空港（英語版）[1] – バルカシュ（英語版）
- UAAT (TDK) – タルディコルガン空港[1] – タルディコルガン
- UACC (TSE) – ヌルスルタン・ナザルバエフ国際空港[1] – ヌルスルタン
- UACK (KOV) – コクシェタウ空港[1] – コクシェタウ
- UACP (PPK) – ペトロパブル空港（英語版） (Petropavlovsk Airport)[1] – ペトロパブル
- UADD (DMB) – タラズ空港（英語版）[1] – タラズ
- UAII (CIT) – シムケント国際空港[1] – シムケント
- UAKD (DZN) – Zhezkazgan Airport（英語版）[1] – ジェスカスガン
- UAKK (KGF) – Sary-Arka Airport（英語版） (Karaganda Airport)[1] – カラガンダ
- UAOO (KZO) – クズロルダ空港（英語版）[1] – クズロルダ
- UARR (URA) – オラル空港 (Uralsk Airport)[1] – オラル
- UASB (EKB) – エキバストス空港（英語版） – エキバストス
- UASK (UKK) – オスケメン空港（英語版） (Ust-Kamenogorsk Airport)[1] – オスケメン
- UASP (PWQ) – パヴロダル空港（英語版）[1] – パヴロダル
- UASS (DLX) – セメイ空港（英語版） (Semipalatinsk Airport)[1] – セメイ
- UATE (SCO) – アクタウ空港[1] – アクタウ
- UATG (GUW) – アティラウ空港（英語版）[1] – アティラウ
- UATT (AKX) – アクトベ空港（英語版）[1] – アクトベ
- UAUR (AYK) – アルカルイク空港（英語版） – アルカルイク
- UAUU (KSN) – Kostanay Airport（英語版）[1] – コスタナイ

## UB – アゼルバイジャン
カテゴリと一覧も参照
- UBBB (GYD) – ヘイダル・アリエフ国際空港 – バクー
- UBBG (KVD) – ギャンジャ国際空港 – ギャンジャ
- UBBN (NAJ) – ナヒチェヴァン国際空港 – ナヒチェヴァン
- UBBL (LLK) – レンキャラン国際空港（英語版） – レンキャラン
- UBBY (ZTU) – ザガタラ国際空港（英語版） – ザガタラ（英語版）
- UBBQ (GBB) – ガバラ空港 – ガバラ（英語版）

## UC – キルギス
カテゴリと一覧も参照
- UCFA – Tamga Airport（英語版） – Tamga（英語版）
- UCFB – バトケン空港（英語版） – バトケン
- UCFE – Kerben Airport（英語版） – Kerben, Kyrgyzstan（英語版）
- UCFF – トクマク空港（英語版） – トクマク
- UCFG – Cholpon-Ata Airport（英語版） – チョルポン＝アタ
- UCFI – Isfana Airport（英語版） – Isfana（英語版）
- UCFJ – ジャララバード空港（英語版） – ジャララバード
- UCFL – Tamchy Airport（英語版） – Tamchy（英語版）
- UCFM (FRU) – マナス国際空港 – ビシュケク
- UCFN – ナルイン空港（英語版） – ナルイン
- UCFO (OSS) – オシ空港 – オシ
- UCFP – カラコル国際空港（英語版） – カラコル
- UCFR – バルイクチ空港 – バルイクチ
- UCFS – Kyzyl-Kiya Airport（英語版） – Kyzyl-Kiya（英語版）
- UCFT – タラス空港（英語版） – タラス
- UCFU – Ak-Chiy Aerodrome – ビシュケク
- UCFW – Kant Airport（英語版） – Kant, Kyrgyzstan（英語版）
- UCFX – Toktogul Airport（英語版） – トクトグル
- UCFZ – Kazarman Airport（英語版） – Kazarman（英語版）

## UD – アルメニア
カテゴリと一覧も参照
- UDLS – ステパナヴァン空港（英語版） – ステパナヴァン（英語版）
- UDSG (LWN) – シラク空港（英語版） – ギュムリ
- UDYE – エレバン空港（英語版） – エレバン
- UDYZ (EVN) – ズヴァルトノッツ国際空港 – ズヴァルトノツ (エレバ近郊)

## UG – ジョージア
カテゴリと一覧も参照
- UGKO (KUT) – ダヴィト・ザ・ビルダー・クタイシ国際空港 – クタイシ
- UGSB (BUS) – バトゥミ国際空港 – バトゥミ
- UGSS (SUI) – スフミ・バブシャラ空港 – スフミ, アブハジア
- UGTB (TBS) – トビリシ国際空港 – トビリシ

## UK – ウクライナ
カテゴリと一覧も参照
- UK59 – Chuhuiv Airport – Chuhuiv（英語版）
- UK60 – Kharkiv Sokolniki Airport（英語版） – ハルキウ
- UKBB (KBP) – ボルィースピリ国際空港 – ボルィースピリ (キーウ近郊)
- UKBC – Bila Tserkva Airfield – ビーラ・ツェールクヴァ
- UKBF – コノトプ空軍基地 – コノトプ
- UKBM (MXR) – ミルゴロド空軍基地 – ミルゴロド（英語版）
- UKCC (DOK) – ドネツィク国際空港 – ドネツィク
- UKCK (KRQ) – Kramatorsk Airport – クラマトルスク
- UKCM (MPW) – マリウポリ国際空港 – マリウポリ
- UKCS (SEV) – セヴェロドネツィク空港 – セヴェロドネツィク
- UKCW (VSG) – ルハーンシク国際空港（英語版） – ルハーンシク
- UKDB (ERD) – ベルジャーンシク空港 – ベルジャーンシク
- UKDD (DNK) – ドニプロペトロウシク国際空港 – ドニプロペトロウシク
- UKDE (OZH) – ザポリージャ国際空港（英語版） – ザポリージャ
- UKDM (OOX) – メリトポリ空軍基地 – メリトポリ
- UKDP – ピドホロードネ空港 – ピドホロードネ
- UKDR (KWG) – クルィヴィーイ・リーフ国際空港（英語版） – クルィヴィーイ・リーフ
- UKFA - カチャ飛行場 - セヴァストポリ
- UKFB (BQB) – セヴァストポリ国際空港 – セヴァストポリ
- UKFF (SIP) – シンフェローポリ国際空港 – シンフェロポリ
- UKFI – サーキ飛行場 – ノヴォフェドロフカ（英語版）
- UKFK (KHC) – ケルチ空港（英語版） – ケルチ
- UKFV – イェウパトーリヤ空港（英語版） – イェウパトーリヤ
- UKFW – Zavodske Airfield（英語版） – シンフェロポリ
- UKFY – Dzhankoy Airport – Dzhankoy（英語版）
- UKHH (HRK) – ハルキウ国際空港 – ハルキウ
- UKHK (KHU) – クレメンチューク空港（英語版） – クレメンチューク
- UKHL - ポルタヴァ空軍基地 - ポルタヴァ
- UKHP (PLV) – ポルタヴァ空港（英語版） – ポルタヴァ
- UKHS (UMY) – スームィ空港（英語版） – スームィ
- UKKA – Ukraviatrans – キーウ
- UKKE (CKC) – チェルカースィ空港 – チェルカースィ
- UKKG (KGO) – キロヴォフラード空港 – キロヴォフラード
- UKKH – Chepelevka Airport – ウズィーン
- UKKJ – キーウ・チャイカ空港 – キーウ近郊
- UKKK (IEV) – キーウ・ジュリャーヌィ国際空港 – キーウ
- UKKL (CEJ) – Chernihiv Shestovitsa Airport（英語版） – チェルニーヒウ
- UKKM  – ホストーメリ空港 – ホストメリ
- UKKO – オゼルネ空軍基地 – ジトーミル
- UKKT (NNN) – スヴァイトシン空港（英語版） – キーウ
- UKKV (ZTR) – ジトーミル空港 – ジトーミル
- UKKW (WKW) – ヴァスィリキーウ空軍基地 - ヴァスィリキーウ
- UKLA – Sambir (air base)（英語版） – Kalyniv
- UKLB – Brody (air base)（英語版） – ブロディ
- UKLC – ルーツィク空軍基地 – ルーツィク
- UKLF – Gorodok Northwest Air Base – Horodok, Lviv Oblast（英語版）
- UKLH (HMJ) – フメリニツキー空港（英語版） – フメリニツキー
- UKLI (IFO) – イヴァーノ＝フランキーウシク国際空港 – イヴァーノ＝フランキーウシク
- UKLL (LWO) – リヴィウ国際空港 – リヴィウ
- UKLN (CWC) – チェルニウツィー空港（英語版） – チェルニウツィー
- UKLO – Kornych Air Base – コロムィーヤ
- UKLR (RWN) – リウネ空港（英語版） – リウネ
- UKLS – スタロコスティアニティヴ空軍基地 – スタロコスティアニティヴ（英語版）
- UKLT (TNL) – テルノーピリ空港 – テルノーピリ
- UKLU (UDJ) – ウージュホロド空港（英語版） – ウージュホロド
- UKOG – Genichesk Air Base – ヘニチェスク
- UKOH (KHE) – ヘルソン国際空港 – ヘルソン
- UKOI – イズマイール国際空港（英語版） – イズマイール
- UKOM – リマーンシケ空港（英語版） – リマーンシケ（英語版）
- UKON (NLV) – ムィコラーイウ空港（英語版） – ムィコラーイウ
- UKOO (ODS) – オデッサ国際空港 – オデッサ
- UKOR - クルバキノ空軍基地 - ムィコラーイウ
- UKRN – Nizhyn (air base)（英語版） – ニジィン
- UKWW (VIN) – ヴィーンヌィツャ国際空港 – ヴィーンヌィツャ

## UM – ベラルーシ
カテゴリと一覧も参照
ロシアの空港はUMも参照
- UMBB (BQT) – ブレスト空港 – ブレスト
- UMGG (GME) – ホメリ空港（英語版） – ホメリ
- UMII (VTB) – ヴィーツェプスク・ボストチーニ空港（英語版） – ヴィーツェプスク
- UMLI - マチュリシチ空軍基地 - マチュリシチ（英語版）
- UMMG (GNA) – フロドナ空港 – フロドナ
- UMMS (MSQ) – ミンスク第2空港 – ミンスク
- UMMM (MHP) – ミンスク第1空港 – ミンスク
- UMOO (MVQ) – マヒリョウ空港（英語版） – マヒリョウ

## UT – タジキスタン、トルクメニスタン、ウズベキスタン

### タジキスタン
カテゴリと一覧も参照
- UTDD (DYU) – ドゥシャンベ空港 – ドゥシャンベ, タジキスタン
- UTDL (LBD) – ホジェンド空港 – ホジェンド, タジキスタン
- UTOD – ホログ空港（英語版） – ホログ, タジキスタン
- UTDK – クリャーブ空港（英語版） – クリャーブ, タジキスタン
- UTDT – クルガン・テッパ国際空港（英語版） – クルガン・テッパ, タジキスタン

### トルクメニスタン
カテゴリと一覧も参照
- UTAA (ASB) – アシガバート空港 – アシガバート
- UTAE (KEA) - ケルキ空港 - ケルキ
- UTAK (KRW) – トルクメンバシ空港（英語版） – トルクメンバシ
- UTAM (MYP) – マル空港（英語版） – マル
- UTAT (TAZ) – ダショグズ空港（英語版） – ダショグズ
- UTAV (CRZ) – テュルクメナバート空港 – テュルクメナバート

### ウズベキスタン
カテゴリと一覧も参照
- UTFF (FEG) – フェルガナ国際空港 – フェルガナ
- UTFN (NMA) – ナマンガン空港 – ナマンガン
- UTKA (AZN) – アンディジャン空港 – アンディジャン
- UTNN (NCU) – ヌクス空港 – ヌクス
- UTNU (UGC) – ウルゲンチ国際空港 – ウルゲンチ
- UTSB (BHK) – ブハラ国際空港 – ブハラ
- UTSK (KSQ) – カルシ空港 – カルシ
- UTSL (KSQ) – カルシ・ハナバード空軍基地 – カルシ近郊
- UTSN (ASF) – ザラフシャン空港 – ザラフシャン
- UTSS (SKD) – サマルカンド国際空港 – サマルカンド
- UTST (TMJ) – テルメズ空港 – テルメズ
- UTTT (TAS) – タシュケント国際空港 – タシュケント
- UTNT – トゥルトクル空港 – トゥルトクル（英語版）